# Shūkōkai
Shūkōkai (修交会?, shūkōkai) è un gruppo di stili del Karate, basati sul Tani-ha Shitō-ryū, una branca dello Shitō-ryū sviluppato da Chōjirō Tani sulla fine degli anni 1940. Il primo dojo dove Tani insegnò il suo stile fu aperto nel 1946 a Kōbe in Giappone e nominato Shūkōkai, che significa: "La via di tutto". Lo Shūkōkai è famoso per la sua "torsione doppia dell'anca", efficace per massimizzare la forza nei colpi.
Lo stile è molto veloce e adotta posizioni relativamente alte per agevolare la mobilità.

## Gradi
| Ordini di cintura nel Karate Shūkōkai |
| Nera (Dan)                            |
| Marrone (3º, 2º e 1º Kyu)             |
| Viola (4º Kyu)                        |
| Blu (5º Kyu)                          |
| Verde (6º Kyu)                        |
| Arancio (7º Kyu)                      |
| Gialla (8º Kyu)                       |
| Rossa (9º Kyu)                        |
| Bianca (10º Kyu)                      |

## Branche
Si svilupparono altre scuole di Shūkōkai, perché molti maestri emergenti scelgono di modificare lo stile, creando nuove branche:
- Sankūkai, fondata nel 1971 a Parigi, Francia da Yoshinao Nanbu, un allievo di Tani Chōjirō,  e Nanbudo nel 1978.
- Kobe Osaka International, fondata nel 1967 a Glasgow, Scozia (= Kobe-Osaka Club) da Tommy Morris, uno studente di Yoshinao Nanbu e di Tani Chōjirō.
- Shukokai Karate Union, fondata nel 1969 a Sheffield, Inghilterra.
- KenYu-Kai Karate fondato nel 1980 da Terry Pottage a Lancashire e Greater Manchester, Inghilterra.
- Samurai Karate International formato nel 1980 da Paul Mitchell, uno studente di Masutatsu Ōyama dello Kyokushin e di Kimura e Tani Chōjirō dello Shuko-kai[2]
- Miyake Shuko-Kai International fondato da Kunio Miyake, uno studente di Tani Chōjirō, nel 1985 a Westminster.
- Kofukan International fondata a Bruxelles, Belgio nel 1974 a Yasuhiro Suzuki, uno studente di Tani.